# Rockstar Leeds
 (octobre 2019).
Si vous disposez d'ouvrages ou d'articles de référence ou si vous connaissez des sites web de qualité traitant du thème abordé ici, merci de compléter l'article en donnant les références utiles à sa vérifiabilité et en les liant à la section « Notes et références ».
Rockstar Leeds (souvent abrégé R* Leeds) est un studio de développement de jeu vidéo basé à Leeds au Royaume-Uni, fondé en 1997 sous le nom de Mobius Entertainment et renommé lors de son rachat en 2004 par la compagnie Rockstar Games (basée à New York), propriété de Take-Two Interactive.
Le studio développe en particulier trois jeux de la série Grand Theft Auto spécialement pour consoles nomades (et portés par la suite sur mobiles et tablettes notamment), en association avec Rockstar North, que sont Liberty City Stories, Vice City Stories et Chinatown Wars.

## Jeux développés
| Titre                                      | Année | Plates-formes                                                                         |
| ------------------------------------------ | ----- | ------------------------------------------------------------------------------------- |
| en tant que Mobius Software                |       |                                                                                       |
| Alfred's Adventure                         | 2000  | Game Boy Color                                                                        |
| High Heat Major League Baseball 2002       | 2001  | Game Boy Advance                                                                      |
| Alfred Chicken                             | 2002  | PlayStation                                                                           |
| High Heat Major League Baseball 2003       | 2002  | Game Boy Advance                                                                      |
| Army Men: Turf Wars                        | 2002  | Game Boy Advance                                                                      |
| Drome Racers                               | 2003  | Game Boy Advance                                                                      |
| Bionicle                                   | 2003  | Game Boy Advance                                                                      |
| Barbie Horse Adventures: Wild Horse Rescue | 2003  | Game Boy Advance                                                                      |
| American Idol                              | 2003  | Game Boy Advance                                                                      |
| Max Payne                                  | 2003  | Game Boy Advance                                                                      |
| A Sound of Thunder                         | 2004  | Game Boy Advance                                                                      |
| en tant que Rockstar Leeds                 |       |                                                                                       |
| Midnight Club 3: DUB Edition Remix         | 2005  | PlayStation Portable                                                                  |
| Grand Theft Auto: Liberty City Stories     | 2005  | PlayStation Portable, PlayStation 2                                                   |
| Grand Theft Auto: Vice City Stories        | 2006  | PlayStation Portable, PlayStation 2                                                   |
| Manhunt 2                                  | 2007  | PlayStation Portable                                                                  |
| Grand Theft Auto: Chinatown Wars           | 2009  | Nintendo DS, PlayStation Portable, iOS                                                |
| Beaterator                                 | 2009  | PlayStation Portable, iOS                                                             |
| L.A. Noire                                 | 2011  | Windows                                                                               |
| Max Payne 3                                | 2012  | PlayStation 3, Xbox 360, Windows                                                      |
| Grand Theft Auto V                         | 2013  | PlayStation 3, Xbox 360, PlayStation 4, Xbox One, Windows, PlayStation 5, Xbox Series |
| Red Dead Redemption 2                      | 2018  | PlayStation 4, Xbox One, Windows, Stadia                                              |